# Љубодраг Јанковић
Љубодраг Јанковић Јале (Пирот, 9. март 1932 — Београд, 10. јун 2022) био је српски академски сликар, који се бавио и вајарством, илустрацијом, опремом књига и зидном декорацијом.

## Биографија
Јанковић је завршио основну школу као и гимназију у Јагодини, а Средњу школу примењене уметности у Београду 1951. Завршио је студије на Академији примењених уметности у Београду, одсек сликарство а дипломирао је 1954. у класи професора Винка Грдана.
Радио је као сарадник за уметничку опрему књига у БИГЗ-у од 1955. до 1960. Сарађивао је и на новој поставци Војног музеја у Београду од 1960. до 1962. Изабран је 1962. за асистента на Катедри примењеног сликарства Академије примењених уметности у Београду, пет година касније именован је за доцента, потом за ванредног и редовног професора на предмету Вечерњи акт, који је предавао до одласка у пензију 1997.
Учествовао је на преко 40 самосталних и преко 150 групних изложби. Излагао је своја дела у Новом Саду, Скопљу, Јагодини, Ваљеву, на октобарском салону Београд инспирација уметника, тријеналима савременог југословенског цртежа у Сомбору, Сарајеву, Подгорици, на изложбама графика у оквиру београдског Круга.
Јанковић је био члан УЛУПУДС-а од 1957. а УЛУС-а од 1961.
У знак сећања на Јанковића, фондација „Михајловић-Феникс“ организује наградни ликовни конкурс под називом „Љубодраг Јанковић Јале“ за ученике 3. разреда средњих школа у Јагодини.

## Уметничко дело
Јанковићева дела карактеришу елементи фантастике, надреалног и симболичног: еволуирао је ка елиминисању анегдоте, занемаривању индивидуалних карактеристика лика и скулптуралном решењу фигура. Његов уметнички опус садржи преко 3.500 слика, више хиљада цртежа, 50 графика и око 200 скулптура.

### Самосталне изложбе (избор)
- Београд (1962, 1965, 1969, 1973, 1979);
- Нови Сад (1969);
- Скопље (1973).
- Ретроспективна изложба, Фондација „Плаво” у Уметничком павиљону „Цвијета Зузорић” (2018).

### Групне изложбе (избор)
- Загреб;
- Сарајево;
- Скопље;
- Барселона;
- Лима;
- Њујорк;
- Париз;
- Пекинг;
- Москва.

### Награде (избор)
- Невен, Нови Сад (1967);
- Светозар Марковић, Јагодина (1973);
- Златна палета УЛУС-а, Београд (1974);
- Специјална награда на седмом Меморијалу Надежде Петровић, Чачак (1974);
- Награда Југоескпорта на петнаестом Октобарском салону у Београду (1975);
- Награде на изложбама Београд инспирација сликара (1975, 1976);
- СИЗ-а културе Војводине на шестом тријеналу савременог југословенског цртежа у Сомбору (1978);
- Прва награда на изложби НОБ у делима ликовних уметника Београд (1981);
- Прва награда на изложби Београд82 (1982);
- Велика плакета Универзитета уметности са дипломом (1986);
- Политикина награда за сликарство из фонда Владислав Рибникар (1997);
- Награда за животно дело УЛУПУДС-а (1997);
- Награда „Златни беочуг" Културно просветне заједнице за трајан допринос култури (2008);
- Прва награда за цртеж на 38. Светској галерији уметности на папиру „Остен" у Скопљу (2010).